# Cladonia murrayi
Cladonia murrayi är en lavart som beskrevs av W. Martin. Cladonia murrayi ingår i släktet Cladonia och familjen Cladoniaceae.   Inga underarter finns listade i Catalogue of Life.